# Insula cu elice
Insula cu elice (în franceză L'Île à hélice) este un roman scris de Jules Verne în 1895, publicat pentru prima dată în Magasin d'éducation et de récréation (Foaie de instruire și desfătare) de la 1 ianuarie la 15 decembrie, apoi în volum la 21 noiembrie.
Nepoata scriitorului, Marguerite Allotte de la Fuye, relatează că în copilărie Jules Verne își imagina Insula Feydeausmulsă din pilonii de susținere de ghețuri sau de revărsările Loirei, plutind și el fiind căpitanul acestei insulei plutitoare.
Scriitorul s-a sfătuit cu fratele său, Paul Verne, în privința dirijării Insulei cu elice doar cu ajutorul unei elice la tribord și a uneia la babord, fără a se mai folosi cârma.

## Povestea
Un cvartet francez (Sébastien Zorn - violoncelist, Frascolin, Yvernes - violoniști și Pinchinat - la violă) călătorește de la San Francisco spre San Diego, unde cei patru urmează a avea un nou spectacol. Ei ajung pe Standard Island, o insulă imensă creată de om pentru a călători în apele Oceanului Pacific. Capitala insulei se numește Miliard-City, deoarece averea locuitorilor de pe insulă poate fi măsurată doar în milioane de dolari.
Cvartetul este angajat să interpreteze o serie de concerte pentru locuitori în timpul călătoriei lor către insulele Cook din Pacificul de Sud. Insula pare un paradis idilic, dar, cu toate acestea, este divizată în două. Jumătate din populație (de stânga) (Larboardites) este condusă de Jem Tankerdon, iar cealaltă jumătate (de dreapta) (Starboardites) este condusă de Nat Coverley.
În ciuda obstacolelor întâlnite în călătoria lor, cele două părți intră într-un conflict care amenință viitorul insulei. Cei doi conducători fac parte dintre cele mai bogate familii de pe insulă. Un bărbat și o femeie, membrii ai acestor familii adverse, sunt îndrăgostiți, ca Romeo și Julieta.

### Capitolele cărții
| - Cvartetul concertant - Puterea unei sonate cacofonice - Un Cicerone vorbăreț - Cvartetul concertant deconcertat - Standard-Island și Milliard-City - Invitați... inviti - Spre vest - Navigație - Arhipelagul Sandwich - Trecerea ecuatorului - Insulele Marchize - Trei săptămâni în Pomotu - Popas la Tahiti - Dintr-o serbare într-alta | - În insulele Cook - Din arhipelag, în arhipelag - Ultimatum britanic - Tabu la Tonga-Tabu - O colecție de fiare - Hăituieli - Fidji și fidjienii - Un casus belli - Schimb de proprietari - Atac și apărare - Tribord contra babord - Pinchinat definește situația - Deznodământ |

## Jules Verne și arta

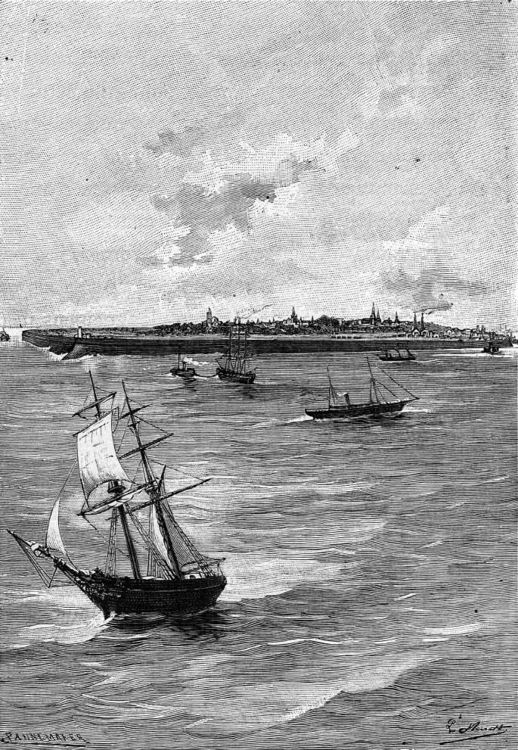
Insula cu elice

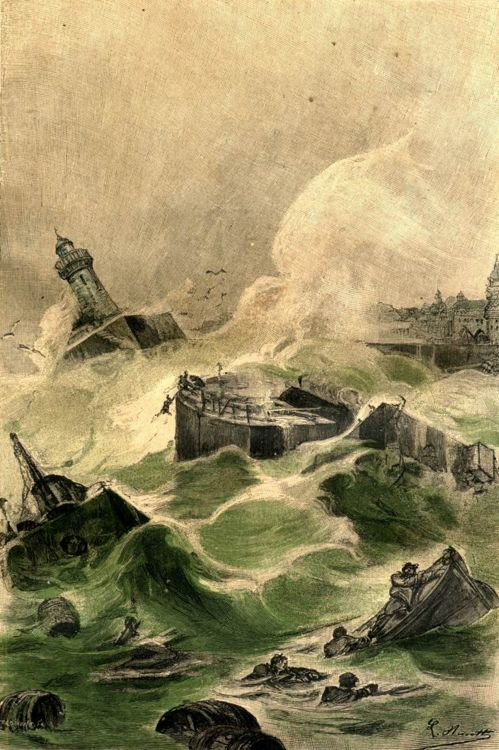
Naufragiul insulei cu elice. Ilustraţie de pe coperta romanului realizată de Léona Benetta

Jules Verne își arată admirația sa pentru unii dintre cei mai mari muzicieni: Mozart, Beethoven (1770-1827), Offenbach (1819-1880), Mendelssohn, Halévy, Meyerbeer, Haydn, Onslow (1784-1853), Massenet, Audran și Lecoq, etc.
În schimb, el indică în câteva rânduri lipsa de apreciere la adresa muzicii lui Wagner (1813-1883), poate din cauză că acesta îi era contemporan, iar muzica sa i se părea prea modernistă.
În capitolul VII, Jules Verne evocă și câțiva pictori celebri ai perioadei clasice și ai epocii sale, calificând impresionismul și futurismul ca „ciumă decadentă”.

## Teme abordate în cadrul romanului
- Comunitatea care împarte o suprafață plutitoare (prezentată anterior și în Un oraș plutitor și 800 de leghe pe Amazon).
- Remarcile acerbe la adresa muzicii lui Wagner (la fel ca în Parisul în secolul al XX-lea).

## Lista personajelor
Cvartetul francez este compus din:
- Sébastien Zorn - violoncelist
- Frascolin - vioara a doua, e respins în mod politicos de prietenii săi când începe să dea numeroase detalii geografice
- Yvernès - vioara întâi
- Pinchinat - violă, în fiecare etapă a călătoriei se plânge că nu întâlnește canibali

## Traduceri în limba română
- 1959 - Insula cu elice, CPSF nr. 100-104, traducere Ion Hobana (ediție prescurtată)
- 1962 - Insula cu elice, Ed. Tineretului, Colecția SF traducere Ion Hobana, 384 pag.
- 1978 - Insula cu elice, Ed. Ion Creangă, Colecția "Jules Verne", vol. 16, traducere Ion Hobana, 284 pag.
- 1986 - Insula cu elice, Ed. Ion Creangă, Colecția "Jules Verne", vol. 16, traducere Ion Hobana
- 1998 - Insula cu elice, Ed. Corint, traducere Ecaterina Crețulescu, 272 pag., ISBN 973-9413-18-8
- 2007 - Insula cu elice, Ed. Eduard, traducere Mirela Papuc, 376 pag., ISBN 973-1820-28-6
- 2007 - Insula cu elice, Ed. Paralela 45, 410 pag., ISBN 978-973-4700-87-5
- 2010 - Insula cu elice, Ed. Adevărul, Colecția "Jules Verne", vol. 16, traducere Constantin Mihul, 360 pag., ISBN 978-606-539-152-9